# Lu Colombo
Lu Colombo, detta anche Lou Colombo, pseudonimo di Maria Luisa Colombo (Milano, 3 luglio 1952), è una cantautrice italiana, nota principalmente per il brano Maracaibo.

## Biografia
Nata in una famiglia dove la pratica musicale era apprezzata e incoraggiata, si interessò anche alla pittura, ma scelse un percorso scolastico di matrice classica, che terminò con una laurea in Lettere. Negli anni sessanta iniziò a cantare e a suonare la chitarra: fu corista per il gruppo Stormy Six e fece parte del trio Plastic Doves. Negli anni settanta fu attiva in teatro, dove scrisse e curò alcune colonne sonore, oltre a lavorare in uno studio di registrazione e montaggio cinematografico, dove incise anche jingle pubblicitari. In quegli anni lavorò part-time in una rivista musicale, come grafica, e come assistente del fotografo Giovanni Molino.
Nel 1981 pubblicò il singolo Maracaibo prodotto con Music Production di Cesare Politi e Rosa Maria  Lettieri con gli arrangiamenti di Mario Saroglia. Nel 1982 firmò un contratto con l'etichetta Moon Records e pubblicò i singoli Skipper e Maracaibo (Tony Carrasco Mix). Nel 1983 firmò un contratto con l'etichetta EMI Italiana e pubblicò il singolo Dance All Nite, con il quale nel 1983 partecipò al Festivalbar e vinse il Disco per l'estate. Il brano fu poi incluso, insieme a Maracaibo, nella colonna sonora del film Vacanze di Natale. Nel 1984 partecipò di nuovo al Festivalbar con Aurora, mentre nell'edizione del 1985 presentò Rimini Ouagadougou, dopo aver vinto il Festival di Saint Vincent. Negli anni successivi uscì lentamente dalla scena musicale, rimanendone fuori per tutti gli anni novanta, durante i quali visse all'estero e si dedicò alla pittura murale.
Nel 2001 pubblicò l'album Maracaibo 20th Anniversary, per Self Distribuzione, e nel 2011 una versione reggae di Maracaibo per il trentesimo anniversario. Nel 2004 fece il suo ritorno con Maurizio Geri nell'album swing L'uovo di Colombo (Trimurti Records), nel quale incise anche una nuova versione di Rimini-Ouagadougou e il brano Gina. Nel 2008 produsse e interpretò 19 giorni e 600 notti (cover di 19 días y 500 noches di Joaquín Sabina), nell'album dei Pan Brumisti Quelle piccole cose, presentato al Premio Tenco.
Nel 2009 collaborò con il gruppo musicale bresciano The The per la realizzazione del disco Lupai, composto da cover ballabili degli anni sessanta e settanta. Il disco venne distribuito in edicola e gli introiti furono destinati a finanziare iniziative umanitarie in Guatemala e in Ghana. Nel 2012 pubblicò l'album Molto più di un buon motivo (Artup Records), interamente dedicato a Joaquín Sabina, in cui ha interpretato dodici canzoni tradotte in italiano da Sergio S. Sacchi del Club Tenco, riproponendo 19 giorni e 600 notti e una versione rivisitata di De purisima y oro.
Nel 2014 si recò in Spagna per un concerto con il gruppo al Tinta roja di Barcellona, nel programma Cose di Amilcare, e a Madrid incontrò Joaquín Sabina. Tra il 2010 e il 2020 ha partecipato a numerosi eventi, concerti  e progetti, tra cui un omaggio a Gabriella Ferri registrato con i fiati del Circo Paniko. Ha scritto il brano Bambu balla insieme al fisarmonicista Jovica Jovic e si è piazzata come autrice al quinto posto nell'edizione 2013 dello Zecchino d'oro. Per Squilibri Editore ha partecipato alla  presentazione dei libri-cd  Mutifilter e Vent'anni di sessantotto.
Nel 2017 è uscito l'EP Basta con quattro  brani contro la violenza sulle donne, due dei quali con la Four On Six band e una traduzione di I will survive.
Nel 2020 ha pubblicato Ali ali, canzone composta per ringraziare tutti gli operatori sanitari e tutti i servizi pubblici che hanno garantito la vita durante il lockdown. A questa seguirà una versione  dal titolo Ali ali fase 2, registrata con Luca Pozzuoli.
Per il 25 aprile ha scritto un brano dedicato al padre, prigioniero di guerra, in collaborazione con Silvio Meazza. Sempre nel 2020 ha registrato il brano Danza con la partecipazione di Tony Esposito alle percussioni e ha partecipato alla realizzazione del remix del brano Rimini-Ouagadougou, con i dj Max Monti e Claudio Coveri.
Nel 2021 è uscito l'album  "Danza" e nel 2022 L'EP "Mito", con versioni inedite di canzoni già conosciute e amate dal pubblico.

## Discografia

### Album
- 2003 - L'uovo di Colombo
- 2007 - Lupai
- 2012 - Molto più di un buon motivo
- 2017 - Basta
- 2021 - Danza
- 2022 - Mito

### Singoli
- 1981 - Maracaibo/Neon
- 1982 - Skipper/Rio Rio
- 1982 - Maracaibo (Tony Carrasco mix)/Maracaibo (instrumental)
- 1983 - Dance All Nite/O Do Not Love Me to Long
- 1984 - Aurora/Samba Calipso Tango
- 1984 - Aurora Hot Version
- 1985 - Rimini Ouagadougou/Punto Zero
- 1993 - Maracaibo Remix 93 Nuda
- 2001 - Maracaibo - 20th Anniversary
- 2011 - Maracaibo reggae 30th Anniversary
- 2017 - La pansè
- 2023 - Maracaibo (Gian Maria Bragantini remix)

## Riconoscimenti
- Un disco per l'estate
  - 1983 - Sezione Giovani - con Dance All Nite
- Grand Prix Corallo città di Alghero
  - 2012 - Sezione musica